# Sabana Grande Abajo
Sabana Grande Abajo es un barrio ubicado en el municipio de San Germán en el estado libre asociado de Puerto Rico. En el Censo de 2010 tenía una población de 2712 habitantes y una densidad poblacional de 347,18 personas por km².

## Geografía
Sabana Grande Abajo se encuentra ubicado en las coordenadas 18°5′43″N 67°3′47″O / 18.09528, -67.06306. Según la Oficina del Censo de los Estados Unidos, Sabana Grande Abajo tiene una superficie total de 7.81 km², que corresponden a tierra firme.

## Demografía
Según el censo de 2010, había 2712 personas residiendo en Sabana Grande Abajo. La densidad de población era de 347,18 hab./km². De los 2712 habitantes, Sabana Grande Abajo estaba compuesto por el 80.2% blancos, el 5.24% eran afroamericanos, el 0.22% eran amerindios, el 0.04% eran asiáticos, el 12.72% eran de otras razas y el 1.59% pertenecían a dos o más razas. Del total de la población el 98.38% eran hispanos o latinos de cualquier raza.